# Eneva
Pour les articles homonymes, voir MPX.
Eneva, anciennement MPX Energia S.A, est une entreprise brésilienne. Elle fait partie du groupe EBX. Elle produit et distribue de l'électricité à partir de centrales thermiques ou hydrauliques.

## Histoire
En mars 2020, Eneva annonce l'acquisition de AES Tiete, une autre entreprise brésilienne de production d'électricité, pour 1,5 milliard de dollars.
En décembre 2021, Eneva annonce l'acquisition de Focus Energia, spécialisée dans les énergies renouvelables, pour 162 millions d'euros.

## Principaux actionnaires
Au 4 mars 2020:
| Cambuhy Investimentos                     | 23,0% |
| Banco BTG Pactual                         | 23,0% |
| Atmos Capital Gestão de Recursos          | 5,01% |
| Dynamo Administração de Recursos          | 4,91% |
| Robeco Institutional Asset Management     | 1,20% |
| Blackrock Brasil Gestora de Investimentos | 0,88% |
| The Vanguard Group                        | 0,74% |
| BlackRock Fund Advisors                   | 0,55% |
| Victory Capital Management                | 0,42% |
| Dimensional Fund Advisors                 | 0,39% |